# Tierpornografie

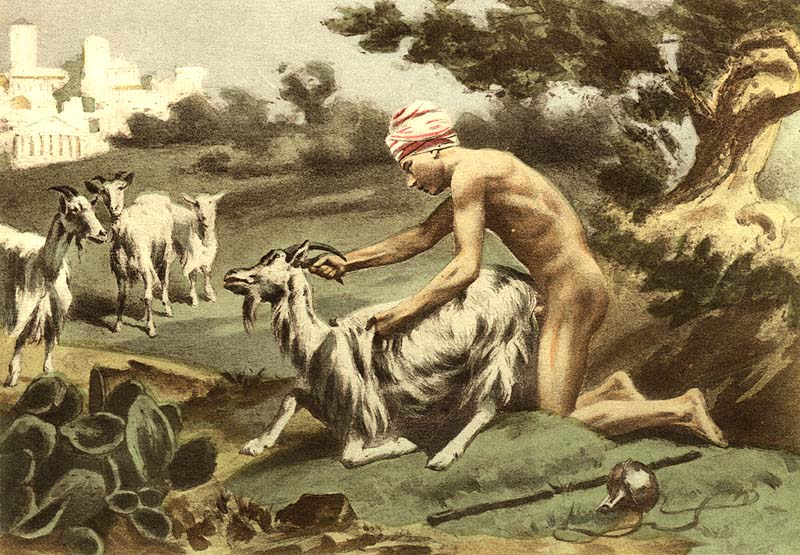
Darstellung von Édouard-Henri Avril

Tierpornografie ist die pornografische Darstellung von sexuellen Handlungen von Menschen mit Tieren.

## Rechtliche Situation

### Deutschland
Eine rechtliche Regelung findet sich im § 184a StGB (Verbreitung gewalt- oder tierpornographischer Inhalte). Hierbei handelt es sich um eine Rechtsnorm, die im Zuge der Reformierung des Sexualstrafrechts zum 1. April 2004 in einen eigenen Paragrafen überführt wurde. Dabei wurde die bisher im § 184 Abs. 3 a. F. StGB abgebildete Regelung inhaltsgleich übernommen.
Nach dieser Vorschrift sind unter anderem die Verbreitung und öffentliche Zugänglichmachung tierpornografischer Darstellungen sowie die Herstellung, Einfuhr, Ausfuhr und Werbung zu diesem Zweck verboten. Die Strafandrohung liegt bei Freiheitsstrafe bis zu drei Jahren oder Geldstrafe. Der Besitz hingegen ist straflos.
Tierpornografie wird auch als „harte Pornografie“ bezeichnet. Diese gilt allgemein als gesellschaftsschädigend. Der Gesetzgeber möchte durch die Rechtsvorschrift des § 184a StGB die Allgemeinheit vor der Konfrontation mit solchen Darstellungen schützen. Aus diesem Grund ist die Verbreitung – nicht jedoch der Erwerb oder der Besitz – dieser Darstellungen mit Strafe bedroht.

### Österreich
In Österreich war bis Ende 2015 nach § 220a StGB jede „Werbung für Unzucht mit Tieren“ verboten. Unter Werbung verstand man jede öffentliche Gutheißung, „die geeignet ist, solche Unzuchtshandlungen nahezulegen.“ Da im Zeitraum 2000 bis 2013 nur eine einzige Verurteilung nach diesem Paragraphen erfolgte, wurde er schließlich als unbedeutend erachtet und gestrichen.
Das Vollziehen einer geschlechtlichen Handlung an einem Tier ist jedoch weiterhin nach § 5 Tierschutzgesetz verboten. Deshalb fällt Tierpornografie unter „harte Pornografie“ („unzüchtige Schriften, Abbildungen, Laufbilder oder andere unzüchtige Gegenstände“) nach § 1 Pornographiegesetz und es ist somit jede Herstellung, Verbreitung, Ein- und Ausfuhr, Beförderung und Lagerung verboten, sofern dies in gewinnsüchtiger Absicht erfolgt.
Der private Besitz und Konsum sind straffrei.